# Буколово (Псковська область)
Буколово (рос. Буколово) — присілок в Опочецькому районі Псковської області Російської Федерації.
Населення становить 36 осіб. Входить до складу муніципального утворення Глубоковська волость.

## Історія
Від 2015 року входить до складу муніципального утворення Глубоковська волость.

## Населення
| 2001 | 2002 | 2010 | 2013 | 2014 | 2015 | 2016 |
| ---- | ---- | ---- | ---- | ---- | ---- | ---- |
| 38   | ↗41  | ↘33  | ↗43  | ↘40  | ↘36  | →36  |